# Ngomerey
Ngomerey (ou Ngomeri) est une localité du Cameroun située dans l'arrondissement de Meri, le département du Diamaré et la région de l’Extrême-Nord. Elle fait partie du canton de Douroum.

## Population
En 1974, la localité comptait 248 habitants, des Moufou.
Lors du dernier recensement de 2005, on y a dénombré 205 personnes, soit 102 hommes (49,76 %) pour 103 femmes (50,24 %). 